# Arakere, Tumkur
Arakere là một làng thuộc tehsil Tumkur, huyện Tumkur, bang Karnataka, Ấn Độ.